# Onda di Rossby

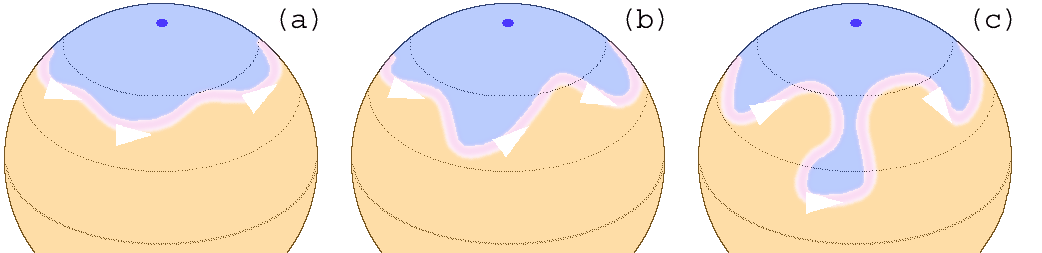
Meandri della corrente a getto nell'emisfero Nord, il loro sviluppo (a, b), e infine il distacco di una "goccia" di aria fredda (c). Arancio: masse di aria più calde; rosa: corrente a getto.

In fisica dell'atmosfera e oceanografia le onde di Rossby, dette anche onde planetarie, sono strutture che caratterizzano i moti dei fluidi geofisici a scala sinottica e planetaria. Esse si possono osservare sia in atmosfera, ad esempio nei meandri compiuti dalla corrente a getto sub-polare alle medie latitudini, sia nell'oceano, nell'evoluzione delle perturbazioni del termoclino e assumono notevole importanza in meteorologia e climatologia. 

## Descrizione

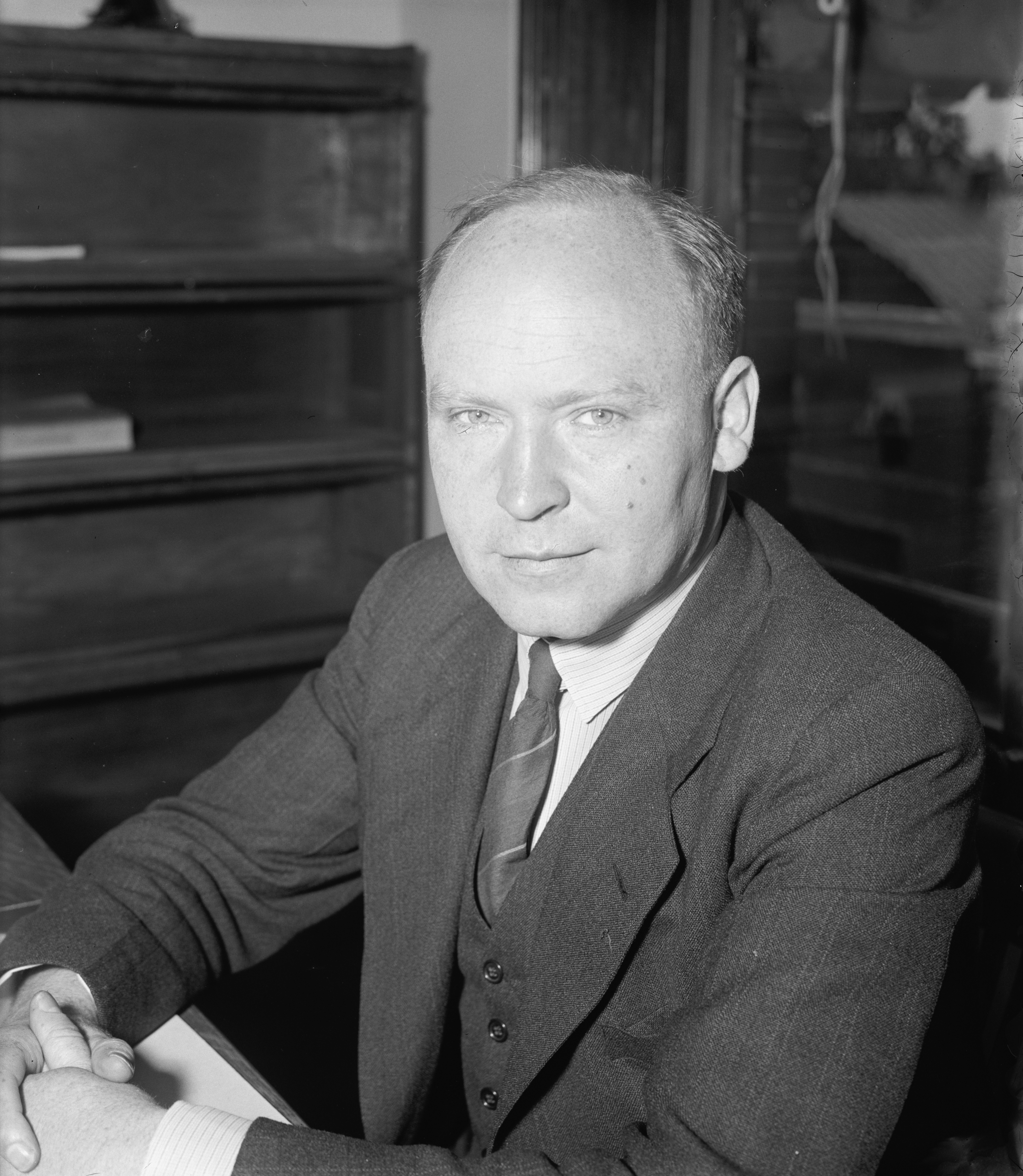
Carl-Gustav Arvid Rossby

Sono dovute all'aumento del parametro di Coriolis con la latitudine, unitamente alla condizione di conservazione del momento angolare, presentandosi come oscillazioni inerziali attorno al "punto di equilibrio" dato dal perfetto bilancio geostrofico, situazione in cui le forze di pressione sono esattamente bilanciate dalla forza di Coriolis.
Devono il loro nome al fisico svedese Carl-Gustav Arvid Rossby, che per primo le identificò nell'atmosfera e ne diede la spiegazione nel 1939. Dal punto vista meteorologico all'onda di Rossby e ai suoi meandri si associano, attraverso divergenza e convergenza d'aria, rispettivamente zone anticicloniche o di alta pressione e zone cicloniche o di bassa pressione (come ad es. saccature fino all'eventuale cut off sotto forma di gocce fredde) determinando avvezioni di masse d'aria con caratteristiche fisiche diverse. Tali onde, ed i fenomeni atmosferici a esse associati, rappresentano dunque uno dei mezzi fondamentali attraverso i quali la circolazione atmosferica terrestre scambia calore dall'equatore ai poli.

## Trattazione semplificata
Le onde di Rossby sono originate dal fatto che i flussi zonali occidentali, cioè i flussi diretti da Ovest a Est, possono oscillare in direzione meridionale (Nord-Sud) intorno alla posizione di equilibrio, per effetto della conservazione della vorticità potenziale, dato che la vorticità planetaria aumenta con la latitudine. Infatti se un flusso occidentale ha una traiettoria curva che lo porta verso Nord, ha inizialmente vorticità relativa positiva. Spostandosi verso Nord la vorticità planetaria aumenta, e conseguentemente diminuisce la vorticità relativa. Quando la vorticità relativa raggiunge un valore negativo il flusso curva verso Sud. Nel movimento verso Sud si verifica un meccanismo analogo, a causa del quale la vorticità relativa torna a crescere e il flusso torna a rivolgersi verso Nord. Insomma, il flusso mediamente è sempre rivolto verso Est, e compie delle oscillazioni intorno a questa direzione.

### Effetto beta
Per semplificare la trattazione delle onde di Rossby si linearizza la variazione del parametro di Coriolis intorno al punto di equilibrio:
{\displaystyle f=f_{0}+\beta \ \delta y}
dove {\displaystyle \delta y} rappresenta lo scostamento meridionale dal punto di equilibrio {\displaystyle y_{0}}, {\displaystyle \beta } è la derivata del parametro di Coriolis nel punto di equilibrio.
{\displaystyle \beta ={\frac {df}{dy}}(y_{0})=2{\frac {\Omega }{R}}\cos(y_{0}/R)}
dove {\displaystyle \Omega } è la velocità angolare della Terra su se stessa, R è il suo raggio.
In questa approssimazione, detta di piano beta, la variazione del parametro di Coriolis con la latitudine viene chiamato effetto beta (beta-effect).

### Modello semplificato
Se si considera l'atmosfera come un sottile strato uniforme di spessore costante, la conservazione della vorticità potenziale implica la conservazione della vorticità. Quindi, se il fluido ha vorticità relativa nulla nel punto di latitudine y, si ha:
{\displaystyle \zeta (y+\delta y)=f(y)-f(y+\delta y)=-\beta \ \delta y}
Dove {\displaystyle \zeta } è la vorticità relativa, f è la vorticità planetaria.
Se consideriamo costante la componente zonale u della velocità, la vorticità è determinata dalla sola componente meridionale v:
{\displaystyle \zeta (y)={\frac {\partial v}{\partial x}}={\frac {\partial (D\delta y/Dt)}{\partial x}}}
Eguagliando le due espressioni sopra si ottiene:
{\displaystyle {\frac {\partial (D\delta y/Dt)}{\partial x}}=-\beta \ \delta y}
Se sostituiamo a {\displaystyle \delta y} un'espressione "ondosa" come
{\displaystyle \delta y=a\operatorname {sen}(k(x-ct))}
si ottiene
{\displaystyle c=-\beta /k^{2}}
che è una versione semplificata della relazione di dispersione delle onde di Rossby in atmosfera alle medie latitudini. Si noti che la velocità di fase dell'onda così ottenuta è sempre negativa, cioè rivolta verso Ovest. Quindi l'onda si propaga verso Ovest rispetto al flusso principale, che è diretto verso Est.

## Relazione di dispersione
Dato che le onde di Rossby si osservano nei moti su larga scala, la relazione di dispersione può essere dedotta con ragionevole precisione utilizzando l'approssimazione shallow homogeneous layer, considerando cioè l'atmosfera (o l'oceano) come uno strato di fluido sottile e omogeneo, in cui la componente verticale del moto è trascurabile. Si parte dall'equazione della vorticità in questa approssimazione, che alle medie latitudini, dove {\displaystyle f>>\zeta }, è data da:
{\displaystyle {\frac {Df+\zeta }{Dt}}+f\left({\frac {\partial u}{\partial x}}+{\frac {\partial v}{\partial y}}\right)=0}
dove f è la vorticità planetaria, {\displaystyle \zeta } è la vorticità relativa.
Sostituendo in questa equazione l'espressione discussa precedentemente per l'effetto beta {\displaystyle f=f_{0}+\beta \ \delta y}, rimaneggiando e trascurando i termini di ordine superiore a uno si ottiene:
{\displaystyle {\frac {\partial \zeta }{\partial t}}+\beta v+f\left({\frac {\partial u}{\partial x}}+{\frac {\partial v}{\partial y}}\right)=0}
Dato che il fluido viene considerato omogeneo e incomprimibile l'equazione di continuità della massa è:
{\displaystyle {\frac {\partial u}{\partial x}}+{\frac {\partial v}{\partial y}}+{\frac {\partial w}{\partial z}}=0}
dove (u, v, w) sono le tre componenti della velocità. Integrando questa equazione sulla profondità H si ottiene:
{\displaystyle {\frac {\partial Hu}{\partial x}}+{\frac {\partial Hv}{\partial y}}=-\int _{z=0}{H}{\frac {\partial w}{\partial z}}dz=-w(H)=-{\frac {\partial \eta }{\partial t}}}
dove si sono considerate le componenti orizzontali della velocità indipendenti dall'altezza, e dove {\displaystyle \eta } rappresenta l'innalzamento della colonna di fluido rispetto alla profondità media H: si ipotizza che valga l'approssimazione {\displaystyle \eta <<H}.
Riarrangiando, risulta:
{\displaystyle {\frac {\partial u}{\partial x}}+{\frac {\partial v}{\partial y}}=-{\frac {1}{H}}{\frac {\partial \eta }{\partial t}}}
Sostituendo questa espressione nell'equazione della vorticità si ottiene:
{\displaystyle {\frac {\partial }{\partial t}}\left(\zeta -f{\frac {\eta }{H}}\right)+\beta v=0}
Questa relazione è chiamata equazione della vorticità potenziale ed è una relazione d'importanza centrale nella descrizione dei moti quasi-geostrofici.
Ipotizzando che localmente i moti siano approssimativamente geostrofici valgono le seguenti relazioni:
{\displaystyle fu=g{\frac {\partial \eta }{\partial x}}}
{\displaystyle fv=-g{\frac {\partial \eta }{\partial y}}}
Sostituendo queste espressioni nell'equazione sopra, e ricordando che per moti quasi piani la vorticità ha la sola componente verticale non nulla, che è data da {\displaystyle \zeta =\partial v/\partial x\ -\ \partial u/\partial y} si ottiene:
{\displaystyle {\frac {\partial }{\partial t}}\left({\frac {\partial ^{2}\eta }{\partial x^{2}}}+{\frac {\partial ^{2}\eta }{\partial y^{2}}}-{\frac {f^{2}}{gH}}\eta \right)+\beta {\frac {\partial \eta }{\partial x}}=0}
Imponendo a {\displaystyle \eta } la seguente forma:
{\displaystyle \eta =\eta _{0}\operatorname {sen}(kx+ly-\omega t)}
si ottiene la relazione di dispersione delle onde di Rossby:
{\displaystyle \omega ={\frac {-\beta k}{k^{2}+l^{2}+f^{2}/gH}}}
Infine, sostituendo l'espressione per il raggio di Rossby, dato da {\displaystyle a={\sqrt {gH}}/f} si ottiene:
{\displaystyle \omega ={\frac {-\beta k}{k^{2}+l^{2}+1/a^{2}}}}

### Onde corte
Se la lunghezza d'onda è piccola rispetto al raggio di Rossby si parla di onde di Rossby corte. In questo caso il termine {\displaystyle 1/a^{2}} è piccolo, e la relazione di dispersione diventa:
{\displaystyle \omega ={\frac {-\beta k}{k^{2}+l^{2}}}}
Si noti che questa espressione è molto simile a quella ottenuta nel paragrafo sul modello semplificato. Essa infatti può essere ricavata facendo un ragionamento analogo ma considerando anche le oscillazioni della componente zonale della velocità, dunque la componente {\displaystyle l} del vettore d'onda. Confrontando l'equazione della vorticità usata nel modello semplificato con l'equazione della vorticità potenziale ricavata nella derivazione della relazione di dispersione, si nota che la differenza tra le due è data dalla mancanza nella prima del termine {\displaystyle f\eta /H}. Quindi si può comprendere che nelle onde di Rossby corte l'innalzamento {\displaystyle \eta } della colonna di fluido è trascurabile, l'energia potenziale gravitazionale associata ai moti è piccola rispetto all'energia cinetica, e l'onda è determinata dal solo effetto beta che si esercita sul fluido in movimento. Le onde di Rossby corte si osservano in atmosfera, dove il raggio di Rossby è nell'ordine dei 1000 km, e nei pressi dell'equatore dove il raggio di Rossby tende a infinito.
La velocità di fase delle onde corte è data da:
{\displaystyle c={\frac {\omega }{k}}=-{\frac {\beta }{k^{2}+l^{2}}}}
è sempre negativa, cioè rivolta verso Ovest.
La velocità di gruppo è data da:
{\displaystyle {\frac {\partial \omega }{\partial k}}=\beta {\frac {k^{2}-l^{2}}{(k^{2}+l^{2})^{2}}}\sim {\frac {\beta }{k^{2}}}}
dato che di solito l << k. Quindi le onde di Rossby corte di solito si propagano verso Est rispetto al flusso principale. Come regola generale le onde atmosferiche di lunghezza inferiore ai 3000 km si muovono verso Est rispetto alla superficie terrestre.
L'analisi che Rossby effettuò nel 1939 riguarda le sole onde corte.

### Onde lunghe
Se la lunghezza d'onda è grande rispetto al raggio di Rossby si parla di onde di Rossby lunghe. In questo caso la relazione di dispersione diventa:
{\displaystyle \omega =-\beta ka^{2}}
Le onde Rossby lunghe sono onde non dispersive, cioè la velocità di fase è indipendente dalla lunghezza d'onda ed equivale alla velocità di gruppo. Essa è data da:
{\displaystyle c={\frac {\omega }{k}}=-\beta a^{2}}
È sempre negativa, quindi le onde di Rossby lunghe si propagano verso Ovest.
Per le onde di Rossby lunghe il termine {\displaystyle f\eta /H}, nell'equazione della vorticità potenziale, è più importante della vorticità relativa {\displaystyle \zeta } e i moti sono approssimativamente in bilancio geostrofico: si parla infatti di moti quasi geostrofici. Le onde di Rossby lunghe si possono osservare nell'oceano, nell'evoluzione delle perturbazioni del termoclino, dato che il raggio di Rossby per questi moti è di soli 10-30 km.